# جک اسکات (خواننده)
جک اسکات (انگلیسی: Jack Scott؛ زادهٔ ۲۴ ژانویهٔ ۱۹۳۶) یک موسیقی‌دان اهل ایالات متحده آمریکا است. وی از سال ۱۹۵۷ میلادی تاکنون مشغول فعالیت بوده‌است.